# Koprophagie
Als Koprophagie (von altgriechisch κόπρος kópros, deutsch ‚Dung‘, ‚Mist‘, ‚Kot‘ und φαγεῖν phageín, deutsch ‚essen‘, Syn. Skatophagie) wird der Verzehr von Kot (Fäzes) bezeichnet.

## Tiere
Koprophagen werden in zwei Gruppen unterteilt:
- Allokoprophagen ernähren sich von Exkrementen anderer Tierarten.
- Autokoprophagen essen ihren eigenen Kot oder den Kot von Artgenossen (siehe Caecotrophie).

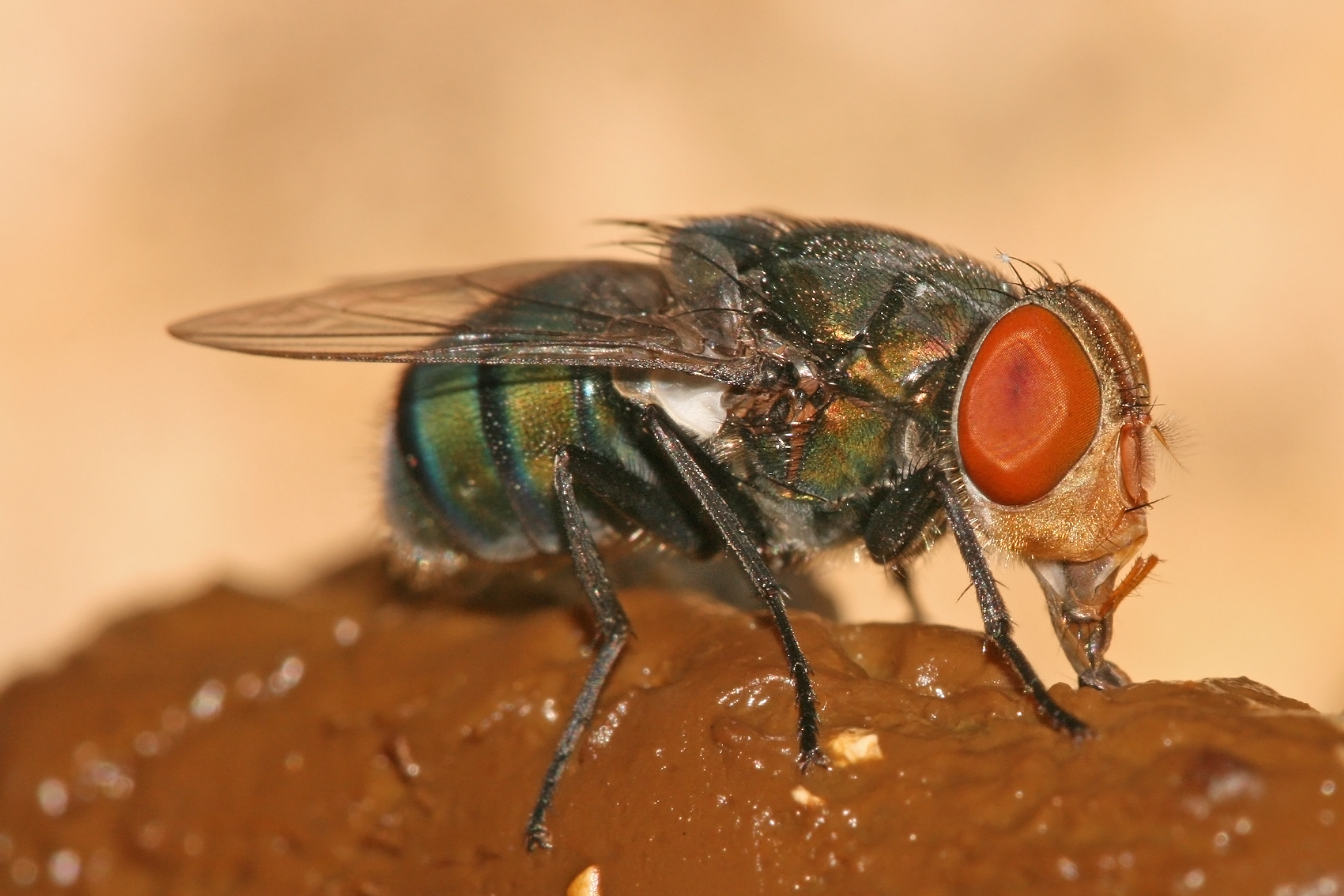
Eine Fliege (Chrysomya megacephala) bei der Mineralienaufnahme durch Verzehr von Exkrementen

### Allokoprophagen
Viele Saprophagen verwerten als Koprophagen jene organischen Stoffe, die im Dung anderer Tiere noch enthalten sind. Sie stellen somit ein wichtiges Element im ökologischen Stoffkreislauf dar. Beispiele für diese Tiergruppen sind verschiedene Fadenwürmer, Milben oder einige Blatthornkäfer wie die Mistkäfer und der Heilige Pillendreher (Scarabaeus sacer).

### Autokoprophagen
Zu den Arten, die ihre eigenen Exkremente fressen, gehören Kaninchen, Hasen und viele Nagetiere wie Meerschweinchen und Chinchillas, sowie von Menschen fehlernährte Hunde und die Familie der Pferdeverwandten (Equidae). Sie sind häufig nicht in der Lage, die pflanzliche Nahrung (Nährstoffe, Vitamine) mittels einer einzigen Darmpassage ausreichend zu resorbieren. Die Produktion von Proteinen wird, ähnlich wie bei Wiederkäuern, von symbiotischen Bakterien ausgeführt, die allerdings im Blinddarm („Gärkammer“, zwischen Dünn- und Dickdarm) angesiedelt sind. Da die Proteinaufnahme im Dünndarm geschieht, muss der Kot inklusive der ausgeschiedenen Proteine erneut gefressen werden.
Koprophagie kommt auch bei Affen, auch Menschenaffen wie z. B. den Gorillas vor, auch hier vermutlich, um pflanzliche Nahrung besser auszunutzen bzw. bei Nährstoffmangel.
Als Symptom einer Störung wurde Koprophagie bei Tieren mit Langeweile und Thiaminmangel in Verbindung gebracht.
Ebenfalls zu den Koprophagen zählen einige Arten der Doktorfische. Diese sind sehr schlechte Futterverwerter, so dass ihr Kot häufig noch halbverdaute Pflanzenreste enthält. Durch Kotfressen vermeiden diese Fische den Verlust an vorverdauter Nahrung, an zellulosespaltenden Verdauungsenzymen und an Mikroorganismen im nährstoffarmen Korallenriff.

## Mensch
Beim Menschen wird die Koprophagie teilweise als Unterform des Pica-Syndroms betrachtet und hauptsächlich bei psychischen und neurologischen Störungen gesehen. Erkrankungen, mit denen eine Koprophagie einhergehen kann, sind
- Alkoholkrankheit und Delirium
- Demenz, als eine organisch bedingte psychische Störung
- Hirnatrophie und Hirntumoren
- Mentale Retardierung
- Schizophrenie
- Zwangsstörung
- Formen von Autismus

Therapeutisch kommen eine Psychotherapie, zum Beispiel eine Verhaltenstherapie oder eine Pharmakotherapie, zum Beispiel mit Haloperidol und neuere, sog. atypische Neuroleptika (ein Fallbericht über die Wirksamkeit von Perospiron) und die Elektrokonvulsionstherapie zum Einsatz.
Eine Koprophagie kann auch als ein Erscheinungsbild der Koprophilie (einer Exkrementophilie; somit der Sonderform einer Paraphilie) vorkommen, wobei die Fäzes hier als Fetisch benutzt werden. Das Essen bzw. Essenmüssen (i. S. v. „gezwungen werden“) von Kot findet sich also auch als Spielart in (meist sadomasochistischen) Sexualpraktiken (siehe dazu auch Koprophilie).